# 元気丸 (テレビ番組)
元気丸（げんきまる）は、広島テレビで1993年（平成5年）4月から放送されているローカルスポーツ情報番組。2024年3月24日までは、『進め!スポーツ元気丸』というタイトルで放送していた。

## 番組概略
- 広島東洋カープ、サンフレッチェ広島を中心に広島のスポーツ情報を取り上げる。スポーツシーズン中には試合結果の紹介を中心に、オフシーズンはスポーツ選手などを招いてトークを展開することもある。
- ステレオ放送、地上デジタル放送ではハイビジョン放送を実施している。
- 広島県知事選・広島市長選の投票日にはHTVでの独自の特番がNNSのタイムテーブル上できないため、この番組の後半で開票速報と当選速報を行う（製作は報道部主導）。
- 通常選挙日は選挙特番放送のため番組休止となる。
- 2013年6月16日には、札幌ドームでの日本ハム - 広島戦の中継（札幌テレビ制作、13:55 - 16:55）[補足 1]に長野と池谷が出演するため、2人は札幌テレビのスタジオからの中継で出演した[2]。
- 2018年9月16日、中町社屋での最後の放送。
- 同年9月23日、広島テレビ新社屋で初放送、スタジオセットも一新された。
- 2024年3月31日より、20年間放送されてきた日曜日23時台から放送枠が移動となり、日曜 16:55 - 17:25に変更された。タイトルも『元気丸』に改められた。

## 放送時間
- 日曜日 16:55 - 17:25
  - 2024年3月24日までは同日23:25 - 23:55に放送されていたが、同時間帯にキー局の日本テレビで放送されている『ダウンタウンのガキの使いやあらへんで!』は、広島テレビでは10日遅れの木曜0:59 - 1:29（水曜深夜）に放送[補足 2]。同年4月以降も引き続き遅れネットのまま放送する。

## 出演者

### 現在
- 司会
  - 小野宏樹（広島テレビアナウンサー、2017年4月2日 - ）
  - 木村和美（広島テレビアナウンサー、2023年4月2日 - ）
- コメンテーター（随時交替出演）
  - 山本浩二（広島テレビ・日本テレビ野球解説者。元広島東洋カープ外野手および監督。元NHK野球解説者、元野球日本代表監督）
  - 野村謙二郎（広島テレビ・日本テレビ野球解説者。元広島東洋カープ内野手および監督）
  - 安部友裕（フリー〈J SPORTS他〉野球解説者・元広島東洋カープ外野手）
  - 森崎浩司（サンフレッチェ広島アンバサダー）

### 過去
2000年度以前
- 司会
  - 児玉勝司（当時広島テレビアナウンサー） - 開始当初のメイン司会者。
  - 田坂るり（当時広島テレビアナウンサー） - 番組開始当初から出演。
  - 脇田義信（当時広島テレビアナウンサー）
- コメンテーター
  - 小林誠二（一時『小林聖始』名義。当時広島テレビ・日本テレビ・RFラジオ日本野球解説者。元広島東洋カープ・西武ライオンズ投手、元中日ドラゴンズ・ハンファ・イーグルスコーチ）
  - 島卓視（元サンフレッチェ広島。当時サンフレッチェ広島コーチ）
  - 下村英士（元JTサンダーズ。当時JTサンダーズ選手兼任コーチ）
  - 高橋真一郎（元サンフレッチェ広島。当時サンフレッチェ広島コーチ）

2001年度以降
太字は広島テレビアナウンサー（出演当時）。
司会の広島テレビアナウンサーは、カープまたはサンフレッチェのコーナー担当を兼ねる。
| 年度                                           | キャスター | キャスター               | キャスター        | キャスター | コメンテーター         | コメンテーター         | コメンテーター         | コメンテーター         | コメンテーター |
| 年度                                           | 司会       | 司会                     | コーナー          | コーナー   | 野球（週替わりで出演） | 野球（週替わりで出演） | 野球（週替わりで出演） | 野球（週替わりで出演） | サッカー       |
| ---------------------------------------------- | ---------- | ------------------------ | ----------------- | ---------- | ---------------------- | ---------------------- | ---------------------- | ---------------------- | -------------- |
| 2001                                           | 西田篤史   | 西田篤史                 | 田坂るり 藤村直己 | 馬場のぶえ | 設定なし               | 設定なし               | 小林聖始               | 設定なし               | 吉田安孝       |
| 2002                                           | 西田篤史   | 西田篤史                 | 田坂るり 藤村直己 | 馬場のぶえ | 設定なし               | 池谷公二郎             | 小林聖始               | 設定なし               | 吉田安孝       |
| 2003                                           | 藤村直己   | 田坂るり                 | 長野正実          | 馬場のぶえ | 設定なし               | 池谷公二郎             | 小林聖始               | 設定なし               | 吉田安孝       |
| 2004                                           | 藤村直己   | 田坂るり                 | 設定なし          | 設定なし   | 設定なし               | 山内泰幸               | 小林聖始               | 設定なし               | 吉田安孝       |
| 2005                                           | 藤村直己   | 田坂るり                 | 設定なし          | 設定なし   | 設定なし               | 池谷公二郎             | 野村謙二郎             | 設定なし               | 吉田安孝       |
| 2006                                           | 藤村直己   | 田坂るり                 | 設定なし          | 設定なし   | 山本浩二               | 池谷公二郎             | 野村謙二郎             | 設定なし               | 吉田安孝       |
| 2007                                           | 森拓磨     | 田坂るり                 | 設定なし          | 設定なし   | 山本浩二               | 池谷公二郎             | 野村謙二郎             | 設定なし               | 吉田安孝       |
| 2008                                           | 森拓磨     | 小倉星羅                 | 設定なし          | 設定なし   | 山本浩二               | 池谷公二郎             | 野村謙二郎             | 設定なし               | 吉田安孝       |
| 2009                                           | 森拓磨     | 小倉星羅                 | 設定なし          | 設定なし   | 山本浩二               | 池谷公二郎             | 野村謙二郎             | 設定なし               | 吉田安孝       |
| 2010                                           | 森拓磨     | 小倉星羅                 | 設定なし          | 設定なし   | 山本浩二               | 池谷公二郎             | 設定なし               | 設定なし               | 吉田安孝       |
| 2011                                           | 長野正実   | 西名みずほ               | 設定なし          | 設定なし   | 山本浩二               | 池谷公二郎             | 設定なし               | 設定なし               | 吉田安孝       |
| 2012                                           | 長野正実   | 西名みずほ               | 設定なし          | 設定なし   | 山本浩二               | 池谷公二郎             | 設定なし               | 設定なし               | 吉田安孝       |
| 2013                                           | 長野正実   | 西名みずほ               | 設定なし          | 設定なし   | 山本浩二               | 池谷公二郎             | 設定なし               | 設定なし               | 吉田安孝       |
| 2014                                           | 長野正実   | 西名みずほ               | 設定なし          | 設定なし   | 山本浩二               | 池谷公二郎             | 設定なし               | 設定なし               | 吉田安孝       |
| 2015                                           | 長野正実   | 有田優理香               | 設定なし          | 設定なし   | 山本浩二               | 池谷公二郎             | 野村謙二郎             | 設定なし               | 吉田安孝       |
| 2016                                           | 長野正実   | 有田優理香               | 設定なし          | 設定なし   | 山本浩二               | 池谷公二郎             | 野村謙二郎             | 設定なし               | 吉田安孝       |
| 2017                                           | 小野宏樹   | 有田優理香               | 設定なし          | 設定なし   | 山本浩二               | 池谷公二郎             | 野村謙二郎             | 設定なし               | 吉田安孝       |
| 2018                                           | 小野宏樹   | 有田優理香               | 設定なし          | 設定なし   | 山本浩二               | 池谷公二郎             | 野村謙二郎             | 設定なし               | 吉田安孝       |
| 2019                                           | 小野宏樹   | 有田優理香               | 設定なし          | 設定なし   | 山本浩二               | 池谷公二郎             | 野村謙二郎             | 設定なし               | 吉田安孝       |
| 2020                                           | 小野宏樹   | 西口真央                 | 設定なし          | 設定なし   | 山本浩二               | 池谷公二郎             | 野村謙二郎             | 石原慶幸               | 吉田安孝       |
| 2021                                           | 小野宏樹   | 西口真央                 | 設定なし          | 設定なし   | 山本浩二               | 池谷公二郎             | 野村謙二郎             | 石原慶幸               | 吉田安孝       |
| 2022                                           | 小野宏樹   | （マンスリーキャスター） | 設定なし          | 設定なし   | 山本浩二               | 池谷公二郎             | 野村謙二郎             | 石原慶幸               | 吉田安孝       |
| 2023                                           | 小野宏樹   | 木村和美                 | 設定なし          | 設定なし   | 山本浩二               | 安部友裕               | 野村謙二郎             | 設定なし               | 森崎浩司       |
| 1. 2. 3. 4. 5. 6. 7. 8. 9. 10. 11. 12. 13. 14. |            |                          |                   |            |                        |                        |                        |                        |                |

2022年度マンスリーキャスター
マンスリーキャスターを設けず、ゲストが週替わりで出演する期間もあった。
| 担当月 | 肩書き                | 担当者     | 所属（出演当時）               | 備考                  |
| ------ | --------------------- | ---------- | ------------------------------ | --------------------- |
| 4月    | マンスリー キャスター | 木村文子   | エディオン陸上部コーチ         | 3月27日も担当         |
| 5月    | マンスリー キャスター | 近藤万春   | イズミメイプルレッズ選手       |                       |
| 6月    | マンスリー キャスター | 寺嶋良     | 広島ドラゴンフライズ選手       | 5日・12日担当         |
| 6月    | マンスリー キャスター | 辻直人     | 広島ドラゴンフライズ選手       | 19日・26日担当        |
| 7月    | マンスリー キャスター | 左山桃子   | サンフレッチェ広島レジーナ選手 | 3日・17日担当[補足 3] |
| 7月    | マンスリー キャスター | 齋原みず稀 | サンフレッチェ広島レジーナ選手 | 24日・31日担当        |
| 8月    | マンスリー キャスター | 金子聖輝   | JTサンダーズ広島選手           | 7日・14日担当         |
| 8月    | マンスリー キャスター | 井上航     | JTサンダーズ広島選手           | 21日・28日担当        |
| 9月    | マンスリー キャスター | 成本綾海   | 中国電力女子卓球部選手         |                       |
| 10月   | マンスリー キャスター | 磯崎由加里 | はつかいちサンブレイズ投手     |                       |
| 11月   | ゲスト                | 大迫敬介   | サンフレッチェ広島選手         | 6日ゲスト             |
| 11月   | ゲスト                | 野津田岳人 | サンフレッチェ広島選手         | 20日ゲスト            |
| 11月   | ゲスト                | 新井貴浩   | 広島東洋カープ監督             | 27日ゲスト            |
| 12月   | ゲスト                | 小園海斗   | 広島東洋カープ選手             | 4日ゲスト             |
| 12月   | ゲスト                | 坂倉将吾   | 広島東洋カープ選手             | 11日ゲスト            |
| 12月   | ゲスト                | 栗林良吏   | 広島東洋カープ選手             | 18日ゲスト            |
| 1月    | ゲスト                | 森保一     | サッカー日本代表監督           | 8日ゲスト[補足 4]     |
| 1月    | マンスリー キャスター | 松本のぞみ | ダイソー女子駅伝部選手         | 15日担当              |
| 1月    | マンスリー キャスター | 平村古都   | ダイソー女子駅伝部選手         | 22日・29日担当        |
| 2月    | マンスリー キャスター | （不在）   | （不在）                       |                       |
| 3月    | マンスリー キャスター | （不在）   | （不在）                       |                       |

## 番組テーマ曲
- RED in BLUE「embers」（2023年9月3日 - ）

### 補足
1. ↑  札幌テレビでは17:25まで放送されたが、広島テレビでは自社制作番組『ぐるぐるスクール』放送のために飛び降り。
2. ↑  連動データ放送はカットされている（字幕放送は2018年途中の新社屋移転後から実施）しており、当番組が昼間時間帯の放送だった2003年度は同時ネットとなっていたほか、『ガキ使』の大晦日スペシャルが開始されてからは、2020年までは当番組の年末年始の放送を休止して『ガキ使』を臨時同時ネットで放送していた（この場合は『ガキ使』は連動データ放送も実施）。しかし、2021年以降は同時ネットを行っておらず、2022年12月25日は当番組は休止されたが、『ガキ使』の同時ネットは行わず、2023年12月24日も当番組は休止したが、ガキ使の過去の再放送を実施し、同時ネットは行わなかった。
3. ↑  7月10日は、第26回参議院議員通常選挙特番放送のため当番組の放送なし。
4. ↑  1月1日は、正月番組編成のため当番組の放送なし。